# Mount Wasilewski
Mount Wasilewski är ett berg i Antarktis. Det ligger i Västantarktis. Argentina, Chile och Storbritannien gör anspråk på området. Toppen på Mount Wasilewski är 1 615 meter över havet.
Terrängen runt Mount Wasilewski är huvudsakligen lite kuperad. Mount Wasilewski är den högsta punkten i trakten. Trakten är obefolkad. Det finns inga samhällen i närheten.